# Elecciones municipales de 2007 en Barcelona
Las elecciones municipales de 2007 se celebraron en Barcelona el domingo 27 de mayo, de acuerdo con el Real Decreto de convocatoria de elecciones locales en España dispuesto el 2 de abril de 2007 y publicado en el Boletín Oficial del Estado el día 3 de abril. Se eligieron los 41 concejales del Consejo Municipal del Ayuntamiento de Barcelona mediante un sistema proporcional (método d'Hondt), con listas cerradas y un umbral electoral del 5 %.

## Resultados
La candidatura del Partido de los Socialistas de Cataluña obtuvo una mayoría simple de concejales (14). Le siguieron en número de concejales en el pleno del Ayuntamiento, en este orden, la candidatura de Convergència i Unió (12 concejales), la del Partido Popular (7 concejales), la de Iniciativa per Catalunya Verds-Esquerra Unida i Alternativa (4 concejales) y la de Esquerra Republicana de Catalunya-Acord Municipal (4 concejales). Los resultados completos se detallan a continuación:
| Candidatura                                                                      | Candidatura                                                                                             | Votos     | %                                      | Concejales                             |
| -------------------------------------------------------------------------------- | --- | --------- | -------------------------------------- | -------------------------------------- |
|                                                                                  | Partido de los Socialistas de Cataluña-Progrés Municipal (PSC-PM)                                       | 182 216   | 29,91                                  | 14                                     |
|                                                                                  | Convergència i Unió (CiU)                                                                               | 155 101   | 25,46                                  | 12                                     |
|                                                                                  | Partido Popular (PP)                                                                                    | 95 083    | 15,61                                  | 7                                      |
|                                                                                  | Iniciativa per Catalunya Verds-Esquerra Unida i Alternativa-Entesa pel Progrés Municipal (ICV-EUiA-EPM) | 56 953    | 9,35                                   | 4                                      |
|                                                                                  | Esquerra Republicana de Catalunya-Acord Municipal (ERC-AM)                                              | 53 707    | 8,81                                   | 4                                      |
| Ciudadanos-Partido de la Ciudadanía (Cs)                                         | Ciudadanos-Partido de la Ciudadanía (Cs)                                                                | 23 625    | 3,88                                   | 0                                      |
| Els Verds-L'Alternativa Ecologista (EV-AE)                                       | Els Verds-L'Alternativa Ecologista (EV-AE)                                                              | 4754      | 0,78                                   | 0                                      |
| Partido Antitaurino Contra el Maltrato Animal (PACMA)                            | Partido Antitaurino Contra el Maltrato Animal (PACMA)                                                   | 3073      | 0,50                                   | 0                                      |
| Escons insubmisos-Alternativa dels Demòcrates Descontents (Ei-ADD)               | Escons insubmisos-Alternativa dels Demòcrates Descontents (Ei-ADD)                                      | 2290      | 0,38                                   | 0                                      |
| Partit Republicà Català (RC)                                                     | Partit Republicà Català (RC)                                                                            | 1214      | 0,20                                   | 0                                      |
| Partit Comunista del Poble de Catalunya (PCPC)                                   | Partit Comunista del Poble de Catalunya (PCPC)                                                          | 972       | 0,16                                   | 0                                      |
| Izquierda Republicana-Partit Republicà d'Esquerra (IR-PRE)                       | Izquierda Republicana-Partit Republicà d'Esquerra (IR-PRE)                                              | 822       | 0,13                                   | 0                                      |
| Por Un Mundo Más Justo (PUM+J)                                                   | Por Un Mundo Más Justo (PUM+J)                                                                          | 717       | 0,12                                   | 0                                      |
| Barcelona per l'Autodeterminació-Federació d'Independents de Catalunya (BxA-FIC) | Barcelona per l'Autodeterminació-Federació d'Independents de Catalunya (BxA-FIC)                        | 692       | 0,11                                   | 0                                      |
| Carmel Partido Azul (PAZUL)                                                      | Carmel Partido Azul (PAZUL)                                                                             | 618       | 0,10                                   | 0                                      |
| Força Ciutadana-Fuerza Ciudadana (FC's)                                          | Força Ciutadana-Fuerza Ciudadana (FC's)                                                                 | 591       | 0,10                                   | 0                                      |
| Partit Familia y Vida (PFyV)                                                     | Partit Familia y Vida (PFyV)                                                                            | 463       | 0,08                                   | 0                                      |
| Partit Humanista (PH)                                                            | Partit Humanista (PH)                                                                                   | 402       | 0,07                                   | 0                                      |
| Plataforma per Catalunya (PxC)                                                   | Plataforma per Catalunya (PxC)                                                                          | 351       | 0,06                                   | 0                                      |
| Centro Democrático y Social (CDS)                                                | Centro Democrático y Social (CDS)                                                                       | 270       | 0,04                                   | 0                                      |
| Lluita Internacionalista LI(LIT-CI)                                              | Lluita Internacionalista LI(LIT-CI)                                                                     | 209       | 0,03                                   | 0                                      |
| Solidaridad y Autogestión Internacionalista (SAIn)                               | Solidaridad y Autogestión Internacionalista (SAIn)                                                      | 183       | 0,03                                   | 0                                      |
| Votos en blanco                                                                  | Votos en blanco                                                                                         | 25 002    | 4,10                                   | n/a                                    |
| Votos válidos                                                                    | Votos válidos                                                                                           | 609 308   | 100,00                                 | 41                                     |
| Votos nulos                                                                      | Votos nulos                                                                                             | 3201      | Participación: · \| \| 49,62 % \| 9,6% | Participación: · \| \| 49,62 % \| 9,6% |
| Votantes                                                                         | Votantes                                                                                                | 612 509   | Participación: · \| \| 49,62 % \| 9,6% | Participación: · \| \| 49,62 % \| 9,6% |
| Electores                                                                        | Electores                                                                                               | 1 234 368 | Participación: · \| \| 49,62 % \| 9,6% | Participación: · \| \| 49,62 % \| 9,6% |
|                                                                                  | 49,62 %                                                                                                 |           |                                        |                                        |

## Concejales electos
Relación de concejales proclamados electos:
| N.º | Nombre                            | Lista | Lista        |
| --- | --------------------------------- | ----- | ------------ |
| 1   | Jordi Hereu Boher                 |       | PSC-PM       |
| 2   | Xavier Trias i Vidal de Llobatera |       | CiU          |
| 3   | Alberto Fernández Díaz            |       | PP           |
| 4   | Carles Martí Jufresa              |       | PSC-PM       |
| 5   | Joaquim Forn i Chiariello         |       | CiU          |
| 6   | Gemma Mumbrú Moliné               |       | PSC-PM       |
| 7   | Immaculada Mayol Beltran          |       | ICV-EUiA-EPM |
| 9   | Sònia Recasens i Alsina           |       | CiU          |
| 10  | Ángeles Esteller Ruedas           |       | PP           |
| 11  | Jordi William Carnes Ayats        |       | PSC-PM       |
| 12  | Joan Puigdollers i Fargas         |       | CiU          |
| 13  | Assumpta Escarp Gibert            |       | PSC-PM       |
| 14  | Jordi Cornet i Serra              |       | PP           |
| 15  | Teresa M. Fandos i Payà           |       | CiU          |
| 16  | Ramón García-Bragado Acín         |       | PSC-PM       |
| 17  | Ricard Josep Gomà Carmona         |       | ICV-EUiA-EPM |
| 18  | Ester Capella i Farré             |       | ERC-AM       |
| 19  | Imma Moraleda Pérez               |       | PSC-PM       |
| 20  | Jaume Ciurana i Llevadot          |       | CiU          |
| 21  | Emma Balseiro Carreiras           |       | PP           |
| 22  | Francesc Narváez Pazos            |       | PSC-PM       |
| 23  | Gerard Ardanuy i Mata             |       | CiU          |
| 24  | Itziar González Virós             |       | PSC-PM       |
| 25  | Antoni Vives i Tomàs              |       | CiU          |
| 26  | Xavier Mulleras Vinzia            |       | PP           |
| 27  | Elsa Blasco Riera                 |       | ICV-EUiA-EPM |
| 28  | Sara Jaurrieta Guarner            |       | PSC-PM       |
| 29  | Xavier Florensa i Cantons         |       | ERC-AM       |
| 30  | Mercè Homs i Molist               |       | CiU          |
| 31  | Montse Sánchez Yuste              |       | PSC-PM       |
| 32  | Alberto Villagrasa Gil            |       | PP           |
| 33  | Francina Vila i Valls             |       | CiU          |
| 34  | Montserrat Ballarín Espuña        |       | PSC-PM       |
| 35  | Joaquim Mestre Garrido            |       | ICV-EUiA-EPM |
| 36  | Raimon Blasi i Navarro            |       | CiU          |
| 37  | Marcos José López de Dios         |       | PSC-PM       |
| 38  | Gloria Martín Vivas               |       | PP           |
| 39  | Ricard Martínez i Monteagudo      |       | ERC-AM       |
| 40  | Carmen Andrés Añón                |       | PSC-PM       |
| 41  | Eduard García i Plans             |       | CiU          |

## Investidura del alcalde
En la votación de investidura del nuevo alcalde, celebrada el 16 de junio de 2007 en la sesión constitutiva del nuevo pleno municipal, Jordi Hereu (alcalde saliente y candidato del PSC), recibió 18 votos de concejales de los 14 concejales del PSC y de los 4 de ICV-EUiA-EPM, Xavier Trias (de CiU) recibió 12; Alberto Fernández Díaz (del PP) 7 y Jordi Portabella (ERC-AM) 4. Ningún candidato obtuvo el respaldo de una mayoría absoluta de los votos de los concejales del pleno, y Jordi Hereu, candidato perteneciente a la lista con mayor número de votos en las elecciones, resultó elegido alcalde de Barcelona.
|  | 43,90 % |

|  | 29,27 % |

|  | 17,07 % |

|  | 9,76 % |

|  | 100 % |

|  | 100 % |